# Chamique Holdsclaw
Chamique Shaunta Holdsclaw (* 9. August 1977 in Queensbridge, New York, New York) ist eine US-amerikanische Basketballspielerin.
Chamique Holdsclaw gehörte dem US-Team an, das bei den Olympischen Spielen 2000 Gold gewann.
Die 1,88 m große und 78 kg schwere Spielerin wurde 1999 als erste Spielerin gedraftet und spielte von 1999 bis 2004 bei den Washington Mystics und von 2005 bis 2007 bei den Los Angeles Sparks. Nach ihrem zwischenzeitlichen Karriereende kehrte sie noch für zwei Spielzeiten bei den Atlanta Dream und den San Antonio Silverstars in die WNBA zurück.
Sie wurde für ihre Leistungen in der WNBA 2006 bei der Wahl des WNBA All-Decade Team geehrt. Sie zählte zwar nicht zu den zehn direkt in das Team gewählten Spielerinnen, wurden aber neben vier weiteren Spielerinnen mit dem Zusatz „Honorable mention“ geehrt. Sie wurde 1999 außerdem mit dem WNBA Rookie of the Year Award ausgezeichnet.
Zwischen ihren Stationen in der WNBA war jeweils für Vereine in Europa aktiv.